# Forêts d'Azerbaïdjan
Localisation
Les forêts d'Azerbaïdjan occupent 11,8% de l'ensemble du territoire de l'Azerbaïdjan.

## Histoire
35% du territoire de l’Azerbaïdjan étaient couverts par les forets pendant le XVIIIe et le XIXe siècle. Aujourd’hui, la superficie totale des forêts de l’Azerbaïdjan est de 1031 milles hectares. Les forêts d'Azerbaïdjan comptent 150 espèces endémiques d'arbres et d'arbustes sur 435 espèces d'arbres et d'arbustes. 49% des ressources de forêt dans le pays se trouvent dans le Grand Caucase, 34% dans le Petit Caucase, 15% dans la région de Talych et 2% dans la région d’Aran.

## Forêts de montagne

### Monts Talych

#### Forêts d'Hirkan
Les forêts d'Hirkan couvrent les territoires de l'Azerbaïdjan et de l'Iran. La superficie des forêts d'Hirkan est d'environ 0,1 million d'hectares.

#### Zuvand
Les forêts de Zuvand est située près de la région de Lerik.

### Forêts de montagne àQax
Les forêts de montagne de la région de Qax sont situées dans la partie sud du Grand Caucase, à l'ouest de l'Azerbaïdjan. Dans les forêts de montagne du Qax, on trouve le noisetier, une espèce endémique et spécifique uniquement aux territoires occidentaux du pays.

#### Forêts de montagne àOğuz
Les forêts de montagne d'Oğuz sont situées à l'est du Grand Caucase.

#### Forêts de montagne à Altiaghadj
Les arbustes et les forêts ouvertes sont particulièrement caractéristiques de la région située dans la partie orientale du Grand Caucase. Il existe des buissons de genévriers et d'autres espèces végétales comme Spirea crenata et Épine-vinette.